# Draconema groenlandicum
Draconema groenlandicum is een rondwormensoort uit de familie van de Draconematidae.